# Misty Hyman
Misty Hyman (Mesa, 23 marzo 1979) è una nuotatrice statunitense.
Specializzata nella farfalla e nel dorso, ha vinto una medaglia d'oro ai Giochi olimpici di Sydney 2000.

## Palmarès
- Giochi olimpici

Sydney 2000: oro nei 200 m farfalla.
- Mondiali

Perth 1998: bronzo nei 200 m farfalla.
- Mondiali in vasca corta

Rio de Janeiro 1995: oro nei 100 m dorso e bronzo nella 4 × 100 m misti.
Göteborg 1997: argento nei 200 m dorso e nella 4 × 100 m misti, bronzo nei 100 m dorso, nei 100 m farfalla e nei 200 m farfalla.
- Giochi PanPacifici

Fukuoka 1997: bronzo nei 200 m farfalla.
Sydney 1999: bronzo nei 200 m farfalla.